# Бальзамо, Терри
Терри Бальзамо (англ. Terry Balsamo; род. 8 октября 1973) — американский музыкант, гитарист.
Являлся гитаристом группы Evanescence на протяжении двенадцати лет и автором некоторых песен из второго альбома группы The Open Door, а также гитаристом воссоединившейся группы Cold. В прошлом принимал участие в группе Limp Bizkit.

## Биография
Впервые проявил интерес к гитарам в 13 лет, а овладел теорией и научился играть гаммы уже в 16. Свой путь начал в 1996 году, будучи ранним членом ныне небезызвестной группы Limp Bizkit. Тэрри покинул коллектив, не пробыв там и года, его место занял Уэс Борланд. В конце 1999 года Тэрри присоединился к группе Cold из Джексонвилла.
Тэрри внёс значительный вклад в творчество группы Cold, сочиняя и записывая песни для альбомов 13 Ways to Bleed on Stage (2000) и Year of the Spider (2003). При участии Тэрри, Cold выступали вместе с Evanescence в туре Nintendo Fusion Tour. Это случилось, когда Эми позвонила Тэрри по телефону и пригласила его подменить Муди на сцене, а уже после, Бальзамо присоединился к Evanescence уже официально в качестве постоянного гитариста (январь 2004).
Он стал главным партнёром Эми в работе над проектом Evanescence и участвовал в написании большинства песен нового альбома группы, в том числе и первого сингла «Call Me When You’re Sober». В конце 2005 года, когда гитарные партии уже были записаны, у Тэрри случился инсульт, из-за которого он некоторое время провёл в госпитале. По словам врачей, это произошло из-за травмы шеи, образовавшейся из-за постоянного хедбэнгинга. Но даже будучи в критическом состоянии, Тэрри был обеспокоен будущим Evanescence. Левая рука Тэрри была парализована, врачи говорили, что он не сможет играть на гитаре. Однако, не желая завершать музыкальную карьеру, в течение целого года Тэрри работал над собой под наблюдением физиотерапевтов. В результате, он практически полностью восстановился, и отправился в продолжительное турне в поддержку альбома The Open Door. После полного восстановления, Тэрри записал гитарные партии для альбома The Open Door (2006),  за исключением трека «All That I’m Living For».
7 августа 2015 года Эми Ли объявила через официальную страницу группы в Facebook об уходе Бальзамо из состава Evanescence — его место заняла гитаристка из Германии Джен Маджура. Причиной послужил перенесенный инсульт, после которого у него онемела рука.
В 2016-м Тэрри участвовал в записи нового материала Cold. В январе 2018-го он вновь покидает группу. Это было накануне анонса нового альбома Cold.